# Glaube und Währung - Dr. Gene Scott, Fernsehprediger
Glaube und Währung - Dr. Gene Scott, Fernsehprediger (en alemany, Fe i moneda - Dr. Gene Scott, telepredicador) és una pel·lícula documental del 1981 dirigida per Werner Herzog sobre Gene Scott, un pastor estatunidenc i doctorat a Stanford que va servir durant gairebé cinquanta anys com a ministre ordenat i locutor religiós a Los Angeles. La pel·lícula va ser produïda per a televisió.
La pel·lícula consisteix en imatges de Scott al plató del seu programa de televisió Festival of Faith i entrevistes amb Scott i els pares de Scott realitzades per Herzog. Les imatges del programa de televisió de Scott se centren gairebé exclusivament en els seus esforços de recaptació de fons i en una denúncia elaborada contra la Comissió Federal de Comunicacions (F.C.C.). En un moment donat, Scott es nega a parlar fins que els seus espectadors prometin 600 dòlars addicionals. Després de diversos minuts de silenci, crida enfadat a la càmera fins que un assistent de producció li informa que han rebut 700 dòlars. Scott representa el F.C.C. en el seu espectacle per un mico que colpeja els plats.